# Hamo Hethe
Hamo Hethe (ou Hythe), né aux alentours de 1270 et mort après mai 1357, est un important ecclésiastique anglais, devenu évêque de Rochester. Issu d'une famille du Kent, il s'oriente rapidement vers une carrière ecclésiastique. Élu à l'évêché de Rochester en 1317, son élection est contestée avant d'être finalement validée par le pape Jean XXII. Hethe se révèle un solide partisan du roi Édouard II durant son règne difficile et le conseille régulièrement, notamment lorsque le roi doit faire face à une rébellion en 1321 ou rompt avec son épouse Isabelle de France en 1326.
Malgré la chute d'Édouard II, Hamo Hethe lui reste inflexiblement fidèle et conteste sa déposition par le Parlement en 1327. Son attitude isolée lui attire des critiques mais l'évêque parvient finalement à s'entendre avec le nouveau roi Édouard III. Toutefois, Hethe s'abstient de se mêler de la politique du royaume. Retournant dans son diocèse qu'il administre, il entame plusieurs querelles avec d'autres prélats mais conserve un certain respect. Abandonnant son titre d'évêque en 1352 en raison de son grand âge, il décède à une date inconnue.

## Biographie

### Origines et élection au diocèse de Rochester
Hamo Hethe naît à une date incertaine, peut-être vers 1270, à Hythe, dans le Kent. Il est vraisemblablement issu d'une famille assez modeste : tout juste sait-on que ses parents se prénomment Gilbert et Alice Noble et qu'il a deux frères, John et William. Aux alentours de 1302, Hamo fait ses vœux religieux et devient bénédictin. En 1307, il devient aumônier de l'évêque de Rochester Thomas Wouldham. À la suite de la démission du prieur John Greenstreet en mai 1314, Hethe est choisi pour devenir le nouveau prieur de la cathédrale de Rochester. Cependant, son élection ne se fait pas sans heurts et Hamo voit plusieurs candidats s'opposer à lui : ces derniers parviennent à persuader l'archevêque de Canterbury Walter Reynolds de visiter le prieuré de la cathédrale, sans doute dans le but qu'il révoque l'élection d'Hamo Hethe. Toutefois, le choix de ce dernier n'est pas remis en cause par le prélat. 
Après la mort de l'évêque Thomas Wouldham le 28 février 1317, les moines du prieuré de la cathédrale élisent Hamo Hethe comme nouvel évêque du diocèse de Rochester le 18 mars 1317. Le pape Jean XXII déclare cependant dès le lendemain qu'il revendique le droit de nommer évêque Jean de Puteoli, l'aumônier de la reine Isabelle de France. Les cardinaux et légats pontificaux Gaucelme de Jean et Luca Fieschi, qui se rendent la même année en Angleterre, doivent trancher sur l'élection. En 1318, le pape décide que le choix de l'évêque lui revient. Au début de 1319, Hamo lui-même doit se rendre en Avignon pour défendre son élection et semble avoir acheté le soutien du cardinal Guillaume Testa — même s'il résiste aux tentations que lui offrent d'autres cardinaux. Le roi d'Angleterre Édouard II s'immisce lui-même dans le débat et essaie d'influencer la décision en faveur de l'aumonier de son épouse.
Finalement, le 21 juillet 1319, l'élection d'Hamo Hethe est confirmée par la curie papale. Le 26 août suivant, il est enfin ordonné évêque de Rochester par le pape en Avignon. Une fois cette formalité accomplie, Hamo retourne en Angleterre pour accomplir sa nouvelle fonction. Le 2 décembre, l'archevêque Reynolds lui remet les spiritualités attachées à son diocèse et, le 5, le roi lui confie les temporalités correspondant à son évêché. Le 13 janvier 1320, son intronisation a lieu à Rochester. À ce moment-là, il se trouve lourdement endetté et doit payer 1 450 florins à la curie papale, qu'il achève d'acquitter en février 1321. Mais même après son intronisation, Hethe se livre à une âpre dispute avec l'archevêque de Canterbury pendant plus d'un an au sujet du montant du remboursement des revenus de ses temporalités, qui avaient été administrées par Walter Reynolds depuis la mort de Thomas Wouldham en 1317.

### Carrière sous Édouard II
Bien que Hamo Hethe ait apparemment entretenu de bonnes relations avec le roi Édouard II, il ne joue aucun rôle politique prépondérant pendant son règne. En revanche, il semble avoir été informé de manière fréquente et succincte des tensions à la cour ainsi que de la situation politique dans le reste du pays, comme le souligne l'Historia Roffensis, écrite par William de Dene, un fonctionnaire de l'évêque de Rochester. En raison de sa santé souvent fragile et de la pauvreté relative de son diocèse, Hethe s'excuse fréquemment auprès du roi pour ne pas pouvoir accomplir les diverses missions diplomatiques que ce dernier lui propose de réaliser. S'il est peu présent politiquement, à l'inverse de nombreux autres évêques du royaume, il consacre par contre beaucoup de temps à l'expansion de ses résidences épiscopales, en particulier celles situées à Halling et à Trottiscliffe, dans le Nord du Kent. 
Contrairement à plusieurs autres évêques, Hamo Hethe se méfie ouvertement des barons qui se sont rebellés — en particulier Bartholomew de Badlesmere, originaire du Kent et qu'il accuse de parjure — et ont contraint le roi à exiler son favori Hugues le Despenser le 14 août 1321. Le matin du 30 août, privé de son favori, Édouard II invite Hamo Hethe à sa table pour déjeuner et lui confie à mots couverts que Despenser a été condamné injustement. Pour le consoler, l'évêque lui répond alors qu'il peut « amender la défaite ». Le roi lui affirme qu'il « ferait en six mois un tel amendement que le monde entier en entendrait parler et en tremblerait ». Hamo Hethe apporte son soutien à Édouard lorsqu'il part en campagne, défait et fait exécuter ses adversaires en mars 1322. Même si ses actions restent inconnues, l'évêque de Rochester lui reste loyal pendant les années suivantes, au cours desquelles Édouard II règne sans avoir à faire face à l'opposition baronniale.
Le 15 juin 1326, Édouard II et Hugues le Despenser passent la nuit à Rochester, auprès d'Hamo Hethe. D'après William de Dene, ils discutent du refus de la reine Isabelle — qui se trouve alors en France — de retourner auprès de son époux tant que Despenser sera à ses côtés. Le roi demande à l'évêque s'il est vrai qu'une reine d'Angleterre qui avait défié son mari avait été écartée de sa royauté : peut-être Édouard envisage-t-il alors d'annuler son mariage. Hethe lui rétorque que celui qui lui a confié cette anecdote lui a donné un fâcheux conseil. Le lendemain, le prélat accompagne les deux hommes jusqu'à Gravesend et le roi lui dit à regret : « Vous ne m'avez rien demandé. Car vous avez fait beaucoup de choses pour moi et pour Messire Hugh [le Despenser], et je ne vous ai pas récompensé. J'ai fait beaucoup pour ceux qui sont ingrats, que j'ai promus à un rang élevé, et qui sont maintenant mes principaux ennemis. »

### Rôle au cours de la chute d'Édouard II
Entretemps, Édouard II et Despenser se mettent à redouter une invasion conduite par Isabelle et son allié Roger Mortimer. Ils chargent Hamo Hethe d'apporter son soutien au comte de Norfolk dans l'organisation des défenses terrestres et maritimes dans les comtés d'Essex et de Herefordshire. Mais Isabelle et Mortimer réussissent tout de même à débarquer avec de modestes forces le 24 septembre 1326. Londres bascule rapidement dans l'anarchie. Les 13 et 14 octobre, Hamo participe à une réunion de prélats tenue à Lambeth à laquelle sont présents Walter Reynolds, archevêque de Canterbury, Stephen Gravesend, évêque de Londres, Jean de Stratford, évêque de Winchester, Walter de Stapledon, évêque d'Exeter, et Thomas Cobham, évêque de Worcester. Il refuse cependant d'accompagner Jean de Stratford et Walter Reynolds, qui veulent tous deux se rendre auprès d'Isabelle comme médiateurs.
Le 15 octobre, après l'assassinat de Walter de Stapledon par une foule furieuse, la panique s'empare des prélats présents au sein de la capitale. Stephen Gravesend échappe de peu à la mort et prend la fuite. Le juge en chef Geoffrey Scrope s'enfuit avec des chevaux appartenant à l'archevêque de Canterbury, ce dernier s'empare en panique des montures de l'évêque de Rochester et Hamo Hethe lui-même ne peut quitter qu'à pied Londres. Il retourne dans son diocèse pendant les mois qui suivent, en attendant que la colère des Londoniens s'éteigne et que la reine Isabelle et Roger Mortimer, après avoir capturé le roi Édouard et Hugues le Despenser, y restaurent l'ordre. Le 3 décembre, Hamo Hethe est convoqué pour assister au Parlement, ouvert le 7 janvier 1327 en l'absence d'Édouard II, alors incarcéré au château de Kenilworth, et pendant lequel le sort du souverain doit être discuté.
Le 13 janvier, alors que la déchéance d'Édouard II est prononcée par le Parlement, la décision est courageusement contestée par William Melton, archevêque d'York, Stephen Gravesend, évêque de Londres, John Ross, évêque de Carlisle, et Hamo Hethe,. Ce dernier est violemment frappé par la foule londonienne pour son opposition. Il est ensuite contraint d'assister au couronnement d'Édouard III le 1er février suivant, tout en « soignant encore ses ecchymoses », selon l'historien Ian Mortimer. Ce faisant, l'évêque de Rochester aurait usé de son autorité auprès des autres prélats pour que le serment de couronnement soit prêté avec la clause additionnelle que le roi soit obligé d'obéir aux lois adoptées par la communauté du royaume.

### Carrière ultérieure sous Édouard III et mort
Pour autant, Hamo Hethe s'accommode rapidement avec le nouveau gouvernement. Il rencontre Édouard III et Isabelle pendant un pèlerinage accompli à Canterbury pendant le Carême 1327. En outre, il ne cautionne pas le soutien apporté par Simon Mepeham, le nouvel archevêque de Canterbury, à une rébellion contre le régime en janvier 1329. L'évêque de Rochester demeure adepte de la même neutralité dont il avait usé pendant le règne d'Édouard II et n'intervient pas dans les affaires politiques du royaume. Ainsi, il refuse la proposition de Mortimer d'intégrer le conseil royal en juin 1329. Pendant le Carême 1330, il refuse de taxer le clergé de son diocèse en faveur du gouvernement. Il refuse également l'offre d'Édouard III de devenir Lord grand trésorier en 1332. Pendant les campagnes d'Écosse et le début de la guerre de Cent Ans, en revanche, Hamo s'implique dans l'organisation de la défense côtière des Cinq-Ports.
Au cours de l'épiscopat d'Hamo Hethe, la nouvelle tour de la cathédrale de Rochester est érigée, tandis que les transepts sont voûtés. L'évêque entame plusieurs disputes avec les moines du couvent de la cathédrale. Lorsque l'archevêque de Canterbury Simon Mepeham visite le prieuré de la cathédrale en 1329, Hethe est accusé de ne pas suffisamment prêcher et de se révéler impatient et irascible. Malgré ces tensions entre les deux prélats, l'évêque de Rochester apporte son soutien à l'archevêque lorsque de nombreux autres prélats s'adressent en 1332 à la curie papale pour se plaindre de son comportement. Après la mort de Simon Mepeham en 1333, Hamo Hethe réalise un de ses rares voyages : il se rend en France et donne à Rue le pallium à Jean de Stratford, qui a été élu pour devenir archevêque de Canterbury. À partir de 1331, Hethe a une dispute féroce avec William Airmyn, évêque de Norwich, qui n'est réglée qu'à la mort d'Airmyn en 1336.
Le 4 mai 1352, Hamo Hethe renonce solennellement à son titre d'évêque de Rochester, pour des raisons de santé provoquées par son âge grandissant. Le 22 octobre suivant, John Sheppey est élu pour lui succéder : ce dernier avait été choisi par Hamo en 1333 pour devenir le nouveau prieur de la cathédrale de Rochester et a reçu l'approbation de son prédécesseur avant son élection. À la demande de Sheppey, Hamo Hethe reçoit après sa renonciation une pension annuelle de 40 livres de la curie papale à compter de juin 1353. L'année de décès d'Hamo demeure inconnue ; la dernière information permettant de certifier qu'il est encore en vie date du mois de mai 1357. Il disparaît vraisemblablement peu après cette date, à un âge certainement très avancé pour l'époque, estimé par les historiens à plus de 80 ans. Hamo est inhumé après sa mort dans la cathédrale de Rochester.